# The Secret: Dare to Dream
The Secret: Dare to Dream is een Amerikaanse dramafilm uit 2020 onder regie van Andy Tennant met in de hoofdrollen Katie Holmes, Josh Lucas, Jerry O'Connell en Celia Weston. De film is gebaseerd op het zelfhulpboek "The Secret" uit 2006 van Rhonda Byrne.

## Verhaal
Miranda Wells is een hardwerkende jonge weduwe die worstelt met de opvoeding van drie kinderen en tegelijkertijd het visrestaurant van haar vriend Tucker Middendorf in New Orleans runt. Bray Johnson is een hoogleraar aan de Vanderbilt University en wil Miranda graag ontmoeten om een envelop te bezorgen.
Nadat Bray voor een gesloten deur staat, ontmoeten ze elkaar onbedoeld wanneer ze met haar auto achterop zijn pick-up truck rijdt. Hij biedt aan Miranda's kapotte bumper te repareren, dus volgt hij haar naar haar huis, waarna ze hem uitnodigt om te blijven eten. Aanvankelijk realiseert hij zich niet dat zij dezelfde Miranda is die hij zocht. Bray en Miranda's zoon Greg repareren samen de bumper.
Miranda's kinderen, Bess, Greg en Missy, willen pizza eten maar Miranda kan zich dat niet veroorloven. Bray benadrukt de kracht van positief denken net wanneer er een bezorger voor de deur staat met een pizza die door Tucker werd besteld. Omdat Bray nooit de tijd heeft gevonden om de envelop aan Miranda te geven, laat hij hem voor zijn vertrek achter in de brievenbus.
Die nacht raast er een orkaan over het land, die de brievenbus vernielt en een boom door het dak doet belanden. Bray komt terug om te kijken hoe het met ze gaat, ziet dat de brievenbus verdwenen is en biedt aan het dak zo goed mogelijk te repareren. Miranda en de kinderen gaan mee met Bobby, de moeder van Miranda's overleden echtgenoot Matt, om bij haar te blijven logeren terwijl het huis wordt gerepareerd.
De volgende dag vraagt Tucker Miranda publiekelijk ten huwelijk tijdens de heropening van het restaurant, wat ze met tegenzin accepteert. Bobby biedt aan om die avond bij de kinderen te blijven, zodat Tucker en Miranda even alleen kunnen zijn.
Op het feestje voor Missy's zestiende verjaardag, laat Bobby Miranda een nieuwsartikel zien over een uitvinding met Brays foto. De uitvinding was ook iets waar Matt bij betrokken was. Bobby gaat ervan uit dat Bray de uitvinding van haar zoon heeft gestolen, dus confronteert Miranda Bray. Hij legt uit dat hij en Matt er samen aan werkten, maar dat Matt bij de noodlottige vliegtuigcrash om het leven kwam en Bray het overleefde. Hij probeert uit te leggen dat hij alleen maar gekomen was om haar een kopie van het patent te geven. Miranda gelooft hem niet en vraagt hem te vertrekken.
Bray stuurt nog een exemplaar van het patent naar Miranda, die beseft dat het de oplossing zou kunnen zijn van al hun financiële problemen. Ze vinden de oude brievenbus met het originele exemplaar van het patent, wat bevestigt dat Bray de waarheid sprak. Miranda verbreekt haar verloving met Tucker, wetende dat ze niet echt van hem houdt, en neemt ook ontslag bij Tuckers restaurant.
Miranda en Bray leggen het bij en ze trekt met de kinderen bij hem in.

## Rolverdeling
| Acteur            | Personage         |
| ----------------- | ----------------- |
| Katie Holmes      | Miranda Wells     |
| Josh Lucas        | Bray Johnson      |
| Jerry O'Connell   | Tucker Middendorf |
| Celia Weston      | Bobby             |
| Sarah Hoffmeister | Missy Wells       |
| Aidan Brennan     | Greg Wells        |
| Chloe Lee         | Bess Wells        |
| Katrina Begin     | Jennifer          |
| Sydney Tennant    | Sloane            |
| Cory Scott Allen  | Matt Wells        |
| Jeremy Warner     | The Pizza Guy     |

## Première en ontvangst
The Secret: Dare to Dream zou door Roadside Attractions op 17 april 2020 uitgebracht worden in de Amerikaanse bioscopen, maar door de coronapandemie ging dat niet door. Aanvankelijk werd er aangekondigd dat er een nieuwe datum zou gekozen worden, maar uiteindelijk kwam de film niet in de bioscopen en ging hij op 31 juli 2020 in première via video-on-demand.
De film behaalde een score van 28% (54 recensies) op Rotten Tomatoes. Op Metacritic kreeg de film een score van 32 op 100 (11 recensies), wat duidt op "over het algemeen ongunstige recensies".
Voor haar optreden in deze film werd Katie Holmes genomineerd voor een Golden Raspberry Award voor "Slechtste actrice".